# Kristina Flognman
Kristina Flognman, née le 29 juin 1981 à Karlstad en Suède, est une handballeuse internationale suédoise, qui évolue au poste de pivot.

## Biographie
En 2010, Kristina Flognman rejoint le Toulon Saint-Cyr Var Handball, en provenance du club danois de GO Gudme Svendborg TGI, en même temps que sa compatriote et coéquipière Therese Islas Helgesson.

## Palmarès

### En club
- championne de Suède en 2000 (avec IK Sävehof)
- vainqueur de la coupe de France en 2011 et 2012 (avec Toulon Saint-Cyr)

### En équipe nationale
- vice-championne d'Europe en 2010 avec la Suède[2]
- participation aux Jeux olympiques de 2008 et 2012 avec la Suède[3]